# Bertus Schoester
Bertus Schoester (1898 - 1966) was een Nederlands voetballer en voetbaltrainer die z'n hele carrière actief was bij N.E.C..
Schoester debuteerde op zijn achttiende in het eerste team van N.E.C. en zou daar twintig jaar spelen. Zijn positie was linksbinnen en in 1924 werd hij aanvoerder. In 1934 trad hij toe tot de elftalcommissie wat uitzonderlijk was voor een speler. In 1936 promoveerde hij met N.E.C. naar het hoogste niveau, de oostelijke eerste klasse, en Schoester werd tot erelid benoemd. In het seizoen 1937/38 begon hij met trainen en stopte na dat seizoen definitief als speler. In 1939 leidde hij N.E.C. naar het oostelijk kampioenschap en de club werd derde van Nederland in de kampioenscompetitie. Ook in 1946 werd de club onder zijn leiding oostelijk kampioen. In de kampioenscompetitie werd N.E.C. toen vijfde. In 1944 was hij aangesteld als trainer bij RKSV Vitesse uit Gennep.
Naast het voetbal werkte hij in een papierfabriek. Hij bleef op allerlei manieren bij de club betrokken als onder meer jeugdtrainer en terreinman. Hij overleed in 1966 aan een hartstilstand toen hij toeschouwer was bij een promotiewedstrijd van het derde elftal.